# Río Caonao
El río Caonao es un curso fluvial cubano que recorre 154 km del centro de la isla. Nace en la Llanura del Centro de Camagüey-Las Tunas, al centro de la provincia de Camagüey y fluye hacia el noroeste, desembocando en el Mar Caribe. 
Actúa como límite natural entre las provincias de Ciego de Ávila y Camagüey. Su cauce recorre fundamentalmente el municipio camagüeyano de Esmeralda. El río posee 12 afluentes. 
En este río ocurrió la Matanza de Caonao, perpetrada por los hombres de Pánfilo de Narváez en el siglo XVI, en la cual perecieron centenares de aborígenes cubanos. Existe un río de igual nombre en República Dominicana.